# Román-alföld
A Román-alföld (románul Câmpia Română vagy Câmpia Dunării) Románia délkeleti részén, a Géta-dombvidék, az Elő-Kárpátok, a Moldvai-fennsík, Dobrudzsa és az Al-Duna, illetve mögötte a Bolgár-tábla között elterülő hatalmas süllyedékterület.
Átlagos tszf. magassága megközelítőleg 100 m. Legnagyobb abszolút magassága a Szubkárpátok előterében 300 m; legalacsonyabb a Szeret folyó torkolatvidékén (6-15 m) és a Duna-deltában (0-13 m). 
A nyugatról kelet felé fokozatosan kiszélesedő alföld felszíne nem egyveretű. Különböző jellegű és arculatú síksági tájakból tevődik össze.

## Fő részei
Fő részei a Romániában használt földrajzi felosztás szerint:
- Olténiai-síkság (Câmpia Olteniei)
- Olt-Argeș síkság (Sectorul Olt-Argeș)
- Bukaresti-síkság (Câmpia Bucureștilor)
- Bărăgan (Câmpia Bărăganului)
- Keleti-síkság (Sectorul de Est)
- A Duna árterülete (Lunca Dunării)

## Jellemzői
Északról dél felé haladva:
- Az alföld északi részét széles sávban (5-50 km), 200-300 m magas, erősen lejtősödő hegylábi hordalékkúpsíkság, melyet a Szubkárpátokból kilépő folyók (Vedea, Arges, Dâmbovița, Ialomița stb.) építettek. Erősen tagolt, halomvidékű terület. A folyók mélyre vágódva, felszínét hordalékúpterasszá alakították.

- Dél felé haladva a táj képe jelentősen megváltozik; a felszín tagoltsága fokozatosan megszűnik, a völgyek ellaposodnak és kiszélesednek, a folyók teraszai rendre belesimulnak a lankás felszínbe.

- A Duna felé közeledve az alföldies tájvonások ismét megváltoznak, a sztyeppjelleg egyre inkább kidomborodik, s a barna erdőtalajt jól termő csernozjom-talajok váltják fel. Ez az igazi síkság a Dunai-alföld területe, amely Drobeta-Turnu Severintől a Szeret folyó torkolatáig különböző jellegű tájrészekből áll.

Nyugati része (Olténiai-Munténiai-síkság) egész terjedelmében a Duna teraszvidékét foglalja magába, amelyet a mellékfolyók mélyre vágódott meanderei, a lefolyástalan vakvölgyek sokasága, a szabadon mozgó futóhomok dűnék, valamint az alacsony árterületet szegélyező kiterjedt tóvilág jellemez. 
Az Argeș völgyétől keletre, a Román-alföld sztyeppterülete és egyben az egész síkság legjellegzetesebb része, a Bărăgan vidéke (Câmpia Bărăganului) terül el.
A Bărăgan az alföldnek legnagyobb kiterjedésű, asztalsimaságú löszsíksága, mely 30-70 m-re emelkedik a Duna 0 pontja fölé. Csak az egymás közelében sorakozó lefolyástalan, száraz vakvölgyek, a folyók mentén megkötött, és szabadon mozgó futóhomokbuckák és löszdolinák bontják meg a végtelennek tűnő sztyepp egyhangúságát. Ez az egykor füves sztyepp Románia legértékesebb gabonatermő területe. 
A Bărăgantól északra az Alföld legmélyebb fekvésű területére, a Szeret síkságára érünk, amely kelet felé a Duna-delta síkságára nyílik.

## Folyói
- Neajlov
- Zsil (Jiu)
- Olt
- Vedea
- Argeș
- Dâmbovița
- Mostiştea
- Ialomiţa
- Bodza (Buzău)